# Qualificazioni al campionato europeo maschile under 21 di calcio 2013

## Sorteggio
Il sorteggio per le qualificazioni è avvenuto il 3 febbraio 2011. La composizione delle urne era la seguente:
| Urna A | Urna B | Urna C | Urna D | Urna E |
| --- | --- | --- | --- | --- |
| - Spagna - Inghilterra - Paesi Bassi - Italia - Svezia - Rep. Ceca - Russia - Serbia - Germania - Romania | - Svizzera - Galles - Bielorussia - Francia - Ucraina* - Turchia - Austria - Portogallo - Danimarca - Belgio | - Croazia - Ungheria - Scozia - Grecia - Islanda - Slovacchia - Moldavia - Finlandia - Armenia - Irlanda del Nord | - Polonia - Montenegro - Georgia - Lettonia - Norvegia - Slovenia - Irlanda - Bulgaria - Bosnia ed Erzegovina* - Macedonia | - Albania - Fær Øer - Cipro - Lituania - Kazakistan - Estonia - Azerbaigian - Andorra - San Marino - Lussemburgo - Malta - Liechtenstein |

*Le nazionali di Ucraina e Bosnia ed Erzegovina non sono state sorteggiate, ma inserite a tavolino rispettivamente nei gruppi 2 e 1, quelli da sei squadre, in quanto la loro partecipazione non era ancora sicura a causa del pericolo di sospensione da parte della UEFA di tutte le squadre (di club e nazionali) e dirigenti di quei due paesi a causa delle ingerenze politiche che si stavano verificando nelle due associazioni.
Israele in quanto nazione ospitante è automaticamente qualificata per la fase finale. Le 52 federazioni rimanenti sono raggruppate in 10 gruppi (otto gruppi da 5 e 2 gruppi da 6). Le gare di qualificazione sono iniziate il 25 marzo 2011. Le squadre vincitrici e le 4 migliori seconde si affronteranno nei play-off per determinare le 7 finaliste.
| Gruppo 1                                                                      | Gruppo 2                                                     | Gruppo 3                                              | Gruppo 4                                                      | Gruppo 5                                          |
| ----------------------------------------------------------------------------- | ------------------------------------------------------------ | ----------------------------------------------------- | ------------------------------------------------------------- | ------------------------------------------------- |
| - Germania - Bielorussia - Grecia - Bosnia ed Erzegovina - Cipro - San Marino | - Svezia - Ucraina - Finlandia - Slovenia - Lituania - Malta | - Rep. Ceca - Galles - Armenia - Montenegro - Andorra | - Serbia - Danimarca - Irlanda del Nord - Macedonia - Fær Øer | - Spagna - Svizzera - Croazia - Georgia - Estonia |

| Gruppo 6                                             | Gruppo 7                                                | Gruppo 8                                                  | Gruppo 9                                                 | Gruppo 10                                                 |
| ---------------------------------------------------- | ------------------------------------------------------- | --------------------------------------------------------- | -------------------------------------------------------- | --------------------------------------------------------- |
| - Russia - Portogallo - Moldavia - Polonia - Albania | - Italia - Turchia - Ungheria - Irlanda - Liechtenstein | - Inghilterra - Belgio - Islanda - Norvegia - Azerbaigian | - Romania - Francia - Slovacchia - Lettonia - Kazakistan | - Paesi Bassi - Austria - Scozia - Bulgaria - Lussemburgo |

## Gruppi

### Gruppo 1
| Squadra              | P.ti | G  | V | N | P | F  | S  | DR  |
| -------------------- | ---- | -- | - | - | - | -- | -- | --- |
| Germania             | 28   | 10 | 9 | 1 | 0 | 39 | 9  | +30 |
| Bosnia ed Erzegovina | 20   | 10 | 6 | 2 | 2 | 25 | 12 | +13 |
| Grecia               | 13   | 10 | 4 | 1 | 5 | 14 | 15 | -1  |
| Bielorussia          | 13   | 10 | 4 | 1 | 5 | 11 | 17 | -6  |
| Cipro                | 12   | 10 | 4 | 0 | 6 | 16 | 20 | -4  |
| San Marino           | 1    | 10 | 0 | 1 | 9 | 2  | 34 | -32 |

| Squadra              | Bosnia ed Erzegovina (bandiera) | Bielorussia (bandiera) | Cipro (bandiera) | Germania (bandiera) | Grecia (bandiera) | San Marino (bandiera) |
| -------------------- | ------------------------------- | ---------------------- | ---------------- | ------------------- | ----------------- | --------------------- |
| Bosnia ed Erzegovina | —                               | 3 – 0                  | 5 – 1            | 4 - 4               | 4 – 0             | 3 – 1                 |
| Bielorussia          | 1 – 1                           | —                      | 0 – 3            | 0 – 1               | 1 – 3             | 1 - 0                 |
| Cipro                | 2 – 1                           | 1 – 3                  | —                | 0 – 3               | 0 – 2             | 6 – 0                 |
| Germania             | 3 – 0                           | 3 – 0                  | 4 – 1            | —                   | 1 – 0             | 7 – 0                 |
| Grecia               | 0 – 1                           | 2 – 3                  | 1 - 0            | 4 – 5               | —                 | 2 – 0                 |
| San Marino           | 0 – 3                           | 0 – 2                  | 1 – 2            | 0 – 8               | 0 – 0             | —                     |

### Gruppo 2
| Squadra   | P.ti | G  | V | N | P | F  | S  | DR  |
| --------- | ---- | -- | - | - | - | -- | -- | --- |
| Svezia    | 22   | 10 | 7 | 1 | 2 | 18 | 10 | +8  |
| Slovenia  | 20   | 10 | 6 | 2 | 2 | 15 | 8  | +7  |
| Ucraina   | 17   | 10 | 5 | 2 | 3 | 21 | 10 | +11 |
| Finlandia | 12   | 10 | 3 | 3 | 4 | 12 | 14 | -2  |
| Lituania  | 9    | 10 | 3 | 0 | 7 | 9  | 18 | -9  |
| Malta     | 5    | 10 | 1 | 2 | 7 | 8  | 23 | -15 |

| Squadra   | Finlandia (bandiera) | Lituania (bandiera) | Malta (bandiera) | Slovenia (bandiera) | Svezia (bandiera) | Ucraina (bandiera) |
| --------- | -------------------- | ------------------- | ---------------- | ------------------- | ----------------- | ------------------ |
| Finlandia | —                    | 3 – 4               | 0 – 0            | 1 – 0               | 0 – 1             | 1 – 2              |
| Lituania  | 1 – 3                | —                   | 1 – 2            | 0 – 1               | 0 – 1             | 1 – 0              |
| Malta     | 1 – 2                | 0 – 2               | —                | 1 – 4               | 0 – 1             | 2 – 2              |
| Slovenia  | 1 – 1                | 2 – 0               | 2 – 1            | —                   | 2 - 1             | 2 – 0              |
| Svezia    | 3 – 0                | 4 – 0               | 4 – 0            | 1 – 1               | —                 | 2 – 1              |
| Ucraina   | 1 – 1                | 2 – 0               | 5 - 1            | 2 – 0               | 6 – 0             | —                  |

### Gruppo 3
| Squadra    | P.ti | G | V | N | P | F  | S  | DR  |
| ---------- | ---- | - | - | - | - | -- | -- | --- |
| Rep. Ceca  | 20   | 8 | 6 | 2 | 0 | 24 | 3  | +21 |
| Armenia    | 15   | 8 | 4 | 3 | 1 | 11 | 5  | +6  |
| Montenegro | 11   | 8 | 3 | 2 | 3 | 14 | 8  | +6  |
| Galles     | 10   | 8 | 3 | 1 | 4 | 7  | 10 | -3  |
| Andorra    | 0    | 8 | 0 | 0 | 8 | 2  | 32 | -30 |

| Squadra    | Andorra (bandiera) | Armenia (bandiera) | Rep. Ceca (bandiera) | Montenegro (bandiera) | Galles (bandiera) |
| ---------- | ------------------ | ------------------ | -------------------- | --------------------- | ----------------- |
| Andorra    | —                  | 0 – 1              | 1 – 5                | 0 – 5                 | 0 – 1             |
| Armenia    | 4 – 1              | —                  | 0 – 2                | 4 – 1                 | 0 – 0             |
| Rep. Ceca  | 8 – 0              | 1 – 1              | —                    | 2 – 1                 | 5 – 0             |
| Montenegro | 4 – 0              | 0 – 0              | 0 – 0                | —                     | 3 – 1             |
| Galles     | 4 – 0              | 0 – 1              | 0 – 1                | 1 – 0                 | —                 |

### Gruppo 4
| Squadra          | P.ti | G | V | N | P | F  | S  | DR  |
| ---------------- | ---- | - | - | - | - | -- | -- | --- |
| Serbia           | 18   | 8 | 5 | 3 | 0 | 17 | 4  | +13 |
| Danimarca        | 16   | 8 | 4 | 4 | 0 | 19 | 8  | +11 |
| Macedonia        | 12   | 8 | 3 | 3 | 2 | 14 | 15 | -1  |
| Irlanda del Nord | 4    | 8 | 1 | 1 | 6 | 5  | 13 | -8  |
| Fær Øer          | 3    | 8 | 0 | 3 | 5 | 3  | 18 | -15 |

| Squadra          | Danimarca (bandiera) | Fær Øer (bandiera) | Macedonia (bandiera) | Irlanda del Nord (bandiera) | Serbia (bandiera) |
| ---------------- | -------------------- | ------------------ | -------------------- | --------------------------- | ----------------- |
| Danimarca        | —                    | 4 – 0              | 6 – 5                | 3 – 0                       | 1 – 1             |
| Fær Øer          | 1 – 1                | —                  | 1 – 1                | 0 – 0                       | 0 – 2             |
| Macedonia        | 1 – 1                | 1 – 0              | —                    | 1 – 0                       | 1 – 1             |
| Irlanda del Nord | 0 – 3                | 4 – 0              | 1 – 3                | —                           | 0 – 2             |
| Serbia           | 0 – 0                | 5 – 1              | 5 – 1                | 1 – 0                       | —                 |

### Gruppo 5
| Squadra  | P.ti | G | V | N | P | F  | S  | DR  |
| -------- | ---- | - | - | - | - | -- | -- | --- |
| Spagna   | 22   | 8 | 7 | 1 | 0 | 27 | 2  | +25 |
| Svizzera | 17   | 8 | 5 | 2 | 1 | 15 | 4  | +11 |
| Georgia  | 10   | 8 | 3 | 1 | 4 | 8  | 18 | -10 |
| Croazia  | 7    | 8 | 2 | 1 | 5 | 7  | 16 | -9  |
| Estonia  | 1    | 8 | 0 | 1 | 7 | 2  | 19 | -17 |

| Squadra  | Croazia (bandiera) | Estonia (bandiera) | Georgia (bandiera) | Spagna (bandiera) | Svizzera (bandiera) |
| -------- | ------------------ | ------------------ | ------------------ | ----------------- | ------------------- |
| Croazia  | —                  | 4 – 0              | 0 – 1              | 0 – 2             | 1 – 2               |
| Estonia  | 0 – 1              | —                  | 1 – 2              | 0 – 1             | 0 – 0               |
| Georgia  | 1 – 1              | 2 - 1              | —                  | 2 – 7             | 0 – 1               |
| Spagna   | 6 – 0              | 6 – 0              | 2 – 0              | —                 | 3 – 0               |
| Svizzera | 4 – 0              | 3 – 0              | 5 – 0              | 0 - 0             | —                   |

### Gruppo 6
| Squadra    | P.ti | G | V | N | P | F  | S  | DR  |
| ---------- | ---- | - | - | - | - | -- | -- | --- |
| Russia     | 17   | 8 | 5 | 2 | 1 | 17 | 5  | +12 |
| Portogallo | 15   | 8 | 4 | 3 | 1 | 15 | 6  | +9  |
| Polonia    | 11   | 8 | 3 | 2 | 3 | 13 | 13 | 0   |
| Moldavia   | 7    | 8 | 2 | 1 | 5 | 10 | 24 | -14 |
| Albania    | 5    | 8 | 1 | 2 | 5 | 11 | 18 | -7  |

| Squadra    | Albania (bandiera) | Moldavia (bandiera) | Polonia (bandiera) | Portogallo (bandiera) | Russia (bandiera) |
| ---------- | ------------------ | ------------------- | ------------------ | --------------------- | ----------------- |
| Albania    | —                  | 4 – 3               | 0 – 3              | 2 – 2                 | 0 – 1             |
| Moldavia   | 2 - 1              | —                   | 2 – 4              | 0 – 2                 | 0 – 6             |
| Polonia    | 4 – 3              | 0 – 1               | —                  | 0 – 0                 | 0 – 2             |
| Portogallo | 3 – 1              | 5 – 0               | 1 – 1              | —                     | 1 – 0             |
| Russia     | 0 – 0              | 2 – 2               | 4 - 1              | 2 – 1                 | —                 |

### Gruppo 7
| Squadra       | P.ti | G | V | N | P | F  | S  | DR  |
| ------------- | ---- | - | - | - | - | -- | -- | --- |
| Italia        | 19   | 8 | 6 | 1 | 1 | 27 | 8  | +19 |
| Turchia       | 15   | 8 | 5 | 0 | 3 | 13 | 7  | +6  |
| Irlanda       | 13   | 8 | 4 | 1 | 3 | 15 | 10 | +5  |
| Ungheria      | 12   | 8 | 4 | 0 | 4 | 11 | 10 | +1  |
| Liechtenstein | 0    | 8 | 0 | 0 | 8 | 4  | 35 | -31 |

| Squadra       | Ungheria (bandiera) | Italia (bandiera) | Liechtenstein (bandiera) | Irlanda (bandiera) | Turchia (bandiera) |
| ------------- | ------------------- | ----------------- | ------------------------ | ------------------ | ------------------ |
| Ungheria      | —                   | 0 – 3             | 2 – 0                    | 2 - 1              | 1 – 0              |
| Italia        | 2 – 0               | —                 | 7 – 0                    | 2 – 4              | 2 – 0              |
| Liechtenstein | 0 – 4               | 2 – 7             | —                        | 1 – 4              | 0 – 3              |
| Irlanda       | 2 – 1               | 2 – 2             | 2 – 0                    | —                  | 0 – 1              |
| Turchia       | 2 – 1               | 0 – 2             | 6 – 1                    | 1 – 0              | —                  |

### Gruppo 8
| Squadra     | P.ti | G | V | N | P | F  | S  | DR  |
| ----------- | ---- | - | - | - | - | -- | -- | --- |
| Inghilterra | 21   | 8 | 7 | 0 | 1 | 24 | 3  | +21 |
| Norvegia    | 16   | 8 | 5 | 1 | 2 | 13 | 7  | +6  |
| Belgio      | 11   | 8 | 3 | 2 | 3 | 17 | 15 | +2  |
| Azerbaigian | 7    | 8 | 2 | 1 | 5 | 6  | 18 | -12 |
| Islanda     | 3    | 8 | 1 | 0 | 7 | 4  | 21 | -17 |

| Squadra     | Azerbaigian (bandiera) | Belgio (bandiera) | Inghilterra (bandiera) | Islanda (bandiera) | Norvegia (bandiera) |
| ----------- | ---------------------- | ----------------- | ---------------------- | ------------------ | ------------------- |
| Azerbaigian | —                      | 2 – 2             | 0 - 2                  | 1 – 0              | 0 – 2               |
| Belgio      | 4 – 1                  | —                 | 2 – 1                  | 5 – 0              | 1 - 3               |
| Inghilterra | 6 – 0                  | 4 – 0             | —                      | 5 – 0              | 1 – 0               |
| Islanda     | 1 – 2                  | 2 – 1             | 0 – 3                  | —                  | 0 – 2               |
| Norvegia    | 1 – 0                  | 2 – 2             | 1 – 2                  | 2 – 1              | —                   |

### Gruppo 9
| Squadra    | P.ti | G | V | N | P | F  | S  | DR  |
| ---------- | ---- | - | - | - | - | -- | -- | --- |
| Francia    | 21   | 8 | 7 | 0 | 1 | 19 | 2  | +17 |
| Slovacchia | 15   | 8 | 5 | 0 | 3 | 17 | 7  | +10 |
| Romania    | 14   | 8 | 4 | 2 | 2 | 11 | 6  | +5  |
| Kazakistan | 4    | 8 | 0 | 4 | 4 | 2  | 14 | -12 |
| Lettonia   | 2    | 8 | 0 | 2 | 6 | 1  | 21 | -20 |

| Squadra    | Francia (bandiera) | Kazakistan (bandiera) | Lettonia (bandiera) | Romania (bandiera) | Slovacchia (bandiera) |
| ---------- | ------------------ | --------------------- | ------------------- | ------------------ | --------------------- |
| Francia    | —                  | 2 – 0                 | 3 – 0               | 3 – 0              | 2 – 0                 |
| Kazakistan | 0 – 3              | —                     | 0 – 0               | 1 – 1              | 0 – 1                 |
| Lettonia   | 0 – 3              | 1 - 1                 | —                   | 0 – 4              | 0 – 6                 |
| Romania    | 0 – 2              | 0 – 0                 | 2 – 0               | —                  | 2 – 0                 |
| Slovacchia | 2 – 1              | 6 – 0                 | 2 – 0               | 0 – 2              | —                     |

### Gruppo 10
| Squadra     | P.ti | G | V | N | P | F  | S  | DR  |
| ----------- | ---- | - | - | - | - | -- | -- | --- |
| Paesi Bassi | 19   | 8 | 6 | 1 | 1 | 21 | 3  | +18 |
| Scozia      | 13   | 8 | 3 | 4 | 1 | 16 | 9  | +7  |
| Bulgaria    | 12   | 8 | 3 | 3 | 2 | 11 | 12 | -1  |
| Austria     | 11   | 8 | 3 | 2 | 3 | 15 | 14 | +1  |
| Lussemburgo | 0    | 8 | 0 | 0 | 8 | 6  | 31 | -25 |

| Squadra     | Austria (bandiera) | Bulgaria (bandiera) | Lussemburgo (bandiera) | Paesi Bassi (bandiera) | Scozia (bandiera) |
| ----------- | ------------------ | ------------------- | ---------------------- | ---------------------- | ----------------- |
| Austria     | —                  | 0 – 2               | 4 – 1                  | 0 – 1                  | 3 – 2             |
| Bulgaria    | 1 – 1              | —                   | 3 – 2                  | 0 – 1                  | 2 – 2             |
| Lussemburgo | 1 – 4              | 1 – 2               | —                      | 0 – 5                  | 1 – 5             |
| Paesi Bassi | 4 – 1              | 5 – 0               | 4 – 0                  | —                      | 1 – 2             |
| Scozia      | 2 – 2              | 0 – 0               | 3 - 0                  | 0 – 0                  | —                 |

### Raffronto tra le seconde classificate di ogni gruppo
A fini di uniformità, per le nazionali dei gruppi a sei squadre (1 e 2) non si tiene conto dei punti conquistati contro l'ultima in classifica del proprio girone.
| Gruppo | Squadra              | P.ti | G | V | P | S | RF | RS | DR  |
| ------ | -------------------- | ---- | - | - | - | - | -- | -- | --- |
| 5      | Svizzera             | 17   | 8 | 5 | 2 | 1 | 15 | 4  | +11 |
| 4      | Danimarca            | 16   | 8 | 4 | 4 | 0 | 19 | 8  | +11 |
| 8      | Norvegia             | 16   | 8 | 5 | 1 | 2 | 13 | 7  | +6  |
| 9      | Slovacchia           | 15   | 8 | 5 | 0 | 3 | 17 | 7  | +10 |
| 6      | Portogallo           | 15   | 8 | 4 | 3 | 1 | 15 | 6  | +9  |
| 7      | Turchia              | 15   | 8 | 5 | 0 | 3 | 13 | 7  | +6  |
| 3      | Armenia              | 15   | 8 | 4 | 3 | 1 | 11 | 5  | +6  |
| 1      | Bosnia ed Erzegovina | 14   | 8 | 4 | 2 | 2 | 19 | 11 | +8  |
| 2      | Slovenia             | 14   | 8 | 4 | 2 | 2 | 9  | 6  | +3  |
| 10     | Scozia               | 13   | 8 | 3 | 4 | 1 | 16 | 9  | +7  |

## Play-off
Le gare di andata dei play-off si sono giocate l'11 e 12 ottobre 2012, mentre il ritorno il 15 e 16 ottobre 2012.
| Squadra 1   | Totale | Squadra 2   | Andata | Ritorno |
| ----------- | ------ | ----------- | ------ | ------- |
| Spagna      | 8 - 1  | Danimarca   | 5 - 0  | 3 - 1   |
| Italia      | 4 - 2  | Svezia      | 1 - 0  | 3 - 2   |
| Rep. Ceca   | 2 - 4  | Russia      | 0 - 2  | 2 - 2   |
| Slovacchia  | 0 - 4  | Paesi Bassi | 0 - 2  | 0 - 2   |
| Germania    | 4 - 2  | Svizzera    | 1 - 1  | 3 - 1   |
| Inghilterra | 2 - 0  | Serbia      | 1 - 0  | 1 - 0   |
| Francia     | 4 - 5  | Norvegia    | 1 - 0  | 3 - 5   |

### Andata
| Arbitro: | Antony Gautier |

|  |           |                     |
|  | Marcatori | 58’, 82’ van Ginkel |

| Arbitro: | Bobby Madden |

|                                            |           |  |
| Rodrigo 16’, 18’, 21’, 66’ Isco 79’ (rig.) | Marcatori |  |

| Arbitro: | Ovidiu Hațegan |

|  |           |                        |
|  | Marcatori | 33’, 74’ (rig.) Smolov |

| Arbitro: | Antonio Mateu Lahoz |

|          |           |           |
| Rudy 82’ | Marcatori | 87’ Drmić |

| Arbitro: | Kristo Tohver |

|            |           |  |
| Varane 22’ | Marcatori |  |

| Arbitro: | Deniz Aytekin |

|                   |           |  |
| Dawson 65’ (rig.) | Marcatori |  |

| Arbitro: | Artur Soares Dias |

|              |           |  |
| Immobile 17’ | Marcatori |  |

### Ritorno
| Arbitro: | Kenn Hansen |

|                                  |           |  |
| Wijnaldum 56’ De Jong 68’ (rig.) | Marcatori |  |

| Arbitro: | Antti Munukka |

|                               |           |                 |
| Smolov 6’ (rig.) Kirillov 83’ | Marcatori | 12’, 64’ Wágner |

| Arbitro: | Matej Jug |

|           |           |                                  |
| Drmić 75’ | Marcatori | 8’ Holtby 20’ Sobiech 45’ Polter |

| Arbitro: | Michael Oliver |

|                         |           |                                       |
| Ishak 72’ Hiljemark 77’ | Marcatori | 68’ Insigne 71’ Florenzi 86’ Immobile |

| Arbitro: | Hüseyin Göçek |

|  |           |               |
|  | Marcatori | 90+5’ Wickham |

| Arbitro: | Paolo Valeri |

|                                                                 |           |                                            |
| Singh 13’ (rig.) Nielsen 19’ Rogne 27’ Konradsen 57’ Berget 66’ | Marcatori | 28’ Guilavogui 84’ Lacazette 87’ Griezmann |

| Arbitro: | Szymon Marciniak |

|                    |           |                               |
| Christiansen 90+1’ | Marcatori | 24’ Muniain 62’, 90+2’ Álvaro |

## Classifica cannonieri
| Gol |  | Minuti giocati | Giocatore         | Squadra              |
| --- |  | -------------- | ----------------- | -------------------- |
| 11  |  | 651'           | Rodrigo           | Spagna               |
| 9   |  | 294'           | Jan Chramosta     | Rep. Ceca            |
| 8   |  | 362'           | Género Zeefuik    | Paesi Bassi          |
| 8   |  | 491'           | Jordan Rhodes     | Scozia               |
| 8   |  | 665'           | Peniel Mlapa      | Germania             |
| 7   |  | 584'           | Fëdor Smolov      | Russia               |
| 6   |  | 251'           | Milan Đurić       | Bosnia ed Erzegovina |
| 6   |  | 424'           | Manolo Gabbiadini | Italia               |
| 6   |  | 513'           | Mikael Ishak      | Svezia               |
| 6   |  | 523'           | Armando Sadiku    | Albania              |
| 6   |  | 781'           | Isco              | Spagna               |
| 6   |  | 842'           | Nemanja Bilbija   | Bosnia ed Erzegovina |